# Webster Knob
La Webster Knob (in lingua inglese: protuberanza Webster) è una protuberanza rocciosa, che si innalza fino a 2.500 m, situata alla testa del Ghiacciaio Strom, nei Monti della Regina Maud, in Antartide. È posta in prossimità dell'estremità di uno sperone roccioso che scende dalla spalla nordorientale del Monte Fridtjof Nansen.
La protuberanza è stata scoperta e visitata nel novembre 1929 dal gruppo geologico guidato da Laurence Gould che faceva parte della prima spedizione antartica (1928-30) dell'esploratore polare statunitense Byrd.
La denominazione è stata assegnata dallo stesso Byrd in onore della moglie di Laurence J. Webster, uno dei contributori della spedizione.